# Astronavi di Star Trek
Le astronavi di Star Trek sono dei veicoli spaziali immaginari che appaiono nell'universo fantascientifico di Star Trek. In esso sono presenti diversi tipi di navi stellari caratterizzate da configurazioni che si differenziano per la loro teorica funzione, in base al periodo di progettazione – legato anche allo stile del design in voga quando i modelli sono stati presentati – e alle razze che popolano detto universo.

## Descrizione
Le varie classi di vascelli si differenziano anzitutto in base alla flotta d'appartenenza, ovvero:
- Navi della Flotta Stellare
- Navi dell'Impero Klingon
- Navi dell'Unione Cardassiana
- Navi dell'Alleanza Ferengi
- Navi dell'Impero Stellare Romulano

A queste si sono aggiunti i vascelli introdotti nella serie Star Trek: Enterprise, in cui vengono narrate le vicende precedenti alla nascita della Federazione dei Pianeti Uniti:
- Astronavi andoriane
- Astronavi tellariti
- Astronavi vulcaniane
- Altri tipi di navi stellari

Le classi di vascelli di seguito riportate, oltre alla flotta d'appartenenza e al periodo, ovvero riferito alle serie, vengono distinte in due categorie: canonica e non canonica, ovvero se sono o meno apparse negli episodi delle serie, sia come unità effettivamente esistente o come modello, o nei primi dieci lungometraggi.
In funzione dell'"era d'appartenenza", le unità vengono suddivise in base alle serie in cui sono apparse (possono esser singole o anche in altre contemporanee, come Deep Space Nine e Voyager: la prima si snoda lungo gli anni sessanta del secolo XXIV, mentre la seconda nel decennio successivo, ergo molte unità risultano esser presenti in entrambe le sequenze temporali):
- era Enterprise (serie Star Trek: Enterprise);
- era "prequel", ossia antecedente alla serie originale ovvero, in linea teorica, del periodo che va da Star Trek: Enterprise a Strange New Worlds;
- era The Original Series;
- era The Next Generation (serie Star Trek: The Next Generation, Star Trek: Deep Space Nine, Star Trek: Voyager, Star Trek: Lower Decks, Star Trek: Prodigy);
- era Discovery, ossia il XXXII secolo, epoca in cui si svolgono le ultime tre stagioni di Star Trek: Discovery (le prime due stagioni si svolgono nell'era prequel).

## Flotta Stellare

### Classe Akira
Le astronavi della classe Akira sono unità in costruzione nel XXIV secolo.
Tale tipo di vascello presenta la classica sezione a disco prodiera ma, a differenza delle altre unità federali, presenta due sezioni con decorso dorsale posteriore, costituenti la sezione ingegneria; tali sezioni sono unite a poppa da una struttura ad arco che funge anche da pilone di supporto per le due gondole di curvatura, orientate verso il basso e un sistema di rilevamento sensoriale, posto a poppavia, in testa alla struttura ad arco.
Le astronavi di classe Akira sono progettate per le serie TV da Alex Jaegar della Industrial Light & Magic: di questa classe non è stato costruito alcun modello, in quanto la nave è resa in grafica computerizzata.
L'unità più conosciuta di questa classe è la USS Thunderchild (NCC-63549): appare nel film Primo contatto come partecipante alla difesa della Terra dall'attacco del cubo Borg; altre appaiono nella serie Star Trek: Deep Space Nine e una nella puntata di Star Trek: Voyager.

#### Specifiche tecniche
- Canone: sì
- Era: The Next Generation
- Classe: Akira
- Tipo: incrociatore pesante da battaglia
- Cantiere: Utopia Planitia, SOL IV (Marte); ADSB Integration Facility, Cantieri della Flotta di Antares, Antares IV
- Data ordinamento: 2370
- Data varo: 2371
- Data radiazion: nd
- Dislocamento: 3055000 t
- Lunghezza: 464,43 metri
- Larghezza: 316,67 metri
- Altezza: 87,43 metri
- Ponti: 19
- Propulsione: 1 nucleo di curvatura, 1 motore ad impulso
- Velocità di crociera: warp 8
- Velocità massima: warp 9
- Velocità di emergenza: warp 9.8 per 12 ore
- Equipaggio: 500 membri
- Capacità: 4500 persone in caso di evacuazione
- Sistemi difensivi: sistema scudi deflettori autorigenerativi primario e secondario
- Armamento: banchi phasers tipo X, lanciasiluri fotonici e quantici, sistema di posizionamento mine ad antimateria
- Unità:
  - USS Thunderchild, NCC-63549

### Classe Ambassador
La classe Ambassador è un grande modello di astronave equipaggiata per missioni scientifiche a lungo termine e di combattimento. Il modello, disegnato da Rick Sternbach e Andrew Probert e costruito da Greg Jein, sembra essere una via di mezzo tra la classe Excelsior e la classe Galaxy. Le prime astronavi di questa classe sono varate all'inizio del XXIV secolo.
L'Ambassador è la classe della Enterprise C, andata distrutta nella battaglia di Narenda 3 nel 2344.

#### Specifiche tecniche
- Canone: sì
- Era: The Next Generation
- Classe: Ambassador
- Tipo: Incrociatore pesante
- Cantiere:
- Data ordinamento: secolo XXIV
- Data varo:
- Data radiazion:
- Dislocamento:
- Lunghezza:
- Larghezza:
- Altezza:
- Ponti: 22
- Propulsione: nucleo di curvatura, motore a impulso
- Velocità di crociera:
- Velocità massima:
- Velocità di emergenza:
- Equipaggio:
- Capacità:
- Sistemi difensivi:
- Armamento:
- Unità:
  - USS Adelphi, NCC-26849: al comando del capitano Darson, è assegnata per un primo contatto con il pianeta Ghorusda: questo si rivela tuttavia un fallimento, risultando nell'uccisione di 47 membri dell'equipaggio.[2]
  - USS Ambassador, NX-10521: nave prototipo della classe.
  - USS Enterprise NCC-1701-C: quinto vascello della Flotta a portare il nome Enterprise.
  - USS Excalibur, NCC-26517: dopo aver subito un attacco dei Borg, è adoperata durante la guerra civile Klingon, contribuendo al blocco delle navi rifornimento romulane. È la nave su cui si svolgono i romanzi del ciclo New Frontier.
  - USS Exeter, NCC-26531: prese parte alla Guerra del Dominio; è la prima nave su cui ha prestato servizio Tom Paris.
  - USS Gandhi, NCC-26632: vi è assegnato Thomas Riker; qui inizierà a simpatizzare per i Maquis, finendo per disertare.
  - USS Horatio, NCC-10532: capitanata da Walker Keel, viene distrutta nel 2362, probabilmente per un sabotaggio. I suoi resti vengono trovati dall'Enterprise D.[3]
  - USS Tolstoy, NCC-26510: viene distrutta dai Borg nella battaglia di Wolf 359.
  - USS Valdemar, NCC-26198: dopo l'arresto di Miles O'Brien da parte dei Cardassiani, viene assegnata a pattugliare il confine.
  - USS Yamaguchi, NCC-26510: viene distrutta nella battaglia di Wolf 359.
  - USS Zhukov, NCC-26136: capitanata da Gleason, è il precedente incarico di Reginald Barclay prima che questi si trasferisca sull'Enterprise D.

### Classe Andromeda
Le astronavi di classe Andromeda sono varate a partire dal 2360; tale tipo di unità non rientra nel canone di Star Trek, in quanto non sono mai apparse né nelle serie TV, né tantomeno nei lungometraggi: la loro esistenza è rappresentata dagli schemi presenti sulla Star Trek Encyclopedia.
Il layout richiama la sezione a disco e la sezione ingegneristica della classe Ambassador, dove, tuttavia, il collo che collega le due sezioni ha un'altezza ridotta; le due gondole di curvatura sono agganciate direttamente alla sezione posteriore, su un piano parallelo al piano della sezione a disco di prora. Quest'ultima, inoltre, in posizione dorsale poppiera, presenta una sovrastruttura adibita a piattaforma d'atterraggio.
- Canone: no; presente su Star Trek Encyclopedia
- Classe: Andromeda
- Tipo: Vascello d'esplorazione
- Unità:
  - USS Andromeda, NCC-28550
  - USS Drake, NCC-70956: danneggiata durante la breve guerra tra la Federazione e i Klingon nel 2373.
  - USS Prokofiev, NCC-68814: assegnata al pattugliamento del confine cardassiano subito dopo l'arresto di Miles O'Brien.

### Classe Antares
La classe Antares identifica due tipi di navi della Flotta stellare: la prima, in servizio nel XXIII secolo, è una nave da rifornimento, molto più piccola di un'astronave di classe Constitution; l'altra è in servizio nel XXIV secolo.
Al primo tipo appartiene la USS Antares, capitanata da Thomas Ramart e distrutta da Charlie Evans; al secondo la USS Hermes (NCC-10376), che durante la guerra civile Klingon fa parte del gruppo di navi che bloccano i sostegni romulani alla famiglia di Duras.

### Classe Apollo
La classe Apollo è un modello degli inizi del XXIV secolo, in servizio almeno tra il 2320 e il 2370. Navi di questa classe sono:
- USS Agamennon, NCC-11638, assegnata nel 2369 alla task force dell'ammiraglio Nechayev per difendere la Federazione da un possibile secondo attacco dei Borg.
- USS Ajax (NCC-11574): sotto il comando del capitano Narth, nel 2364 è una delle navi su cui viene testato un modo di rendere più efficienti i motori a curvatura. Nel 2368 fa parte alla flotta che impedisce l'interferenza romulana nella guerra civile Klingon.
- USS Clement (NCC-1253): impiegata nella guerra contro il Dominio, soffre gravi perdite.
- USS Gage (NCC-11672): viene distrutta dai Borg nella battaglia di Wolf 359.

### Classe Bradbury
La classe Bradbury è una classe varata nella seconda metà nel XXIV secolo; la USS Bradbury (NX-72307), di questa classe, negli anni 2360, sottoposta a test di curvatura, serve da trasporto tra Betazed e la Terra, e avrebbe dovuto trasportare Wesley Crusher all'Accademia della Flotta Stellare.
Prende il nome dallo scrittore Ray Bradbury.

### Classe California
La classe California (soprannominata "Cali") è una classe del XXIV secolo, le cui navi venivano utilizzate per missioni secondarie. A questo tipo di vascello manca la classica sezione motori. Dalla sezione a disco si diramano, inferiormente, le gondole. Fra queste ultime due è agganciato un ponte secondario contenente uno dei tre hangar navette (gli altri due sono nella sezione a disco), il nucleo di curvatura e il deflettore di navigazione. A questa classe appartengono le USS:
- Alhambra (NCC-75256);
- Anaheim;
- Burbank;
- Carlsbad (NCC-73110), capitanata da Maier;
- Cerritos (NCC-75567), assegnata al capitano Carol Freeman e al centro delle avventure della serie animata Star Trek: Lower Decks del 2020, il cui equipaggio dei "ponti inferiori" è protagonista della serie;[N 1]
- Culver City;
- Eureka (NCC-74543);
- Fresno;
- Inglewood, capitanata dal Boliano Vendome;
- Merced (NCC-87075), capitanata dal Tellarite Durango;
- Mount Shasta;
- Oakland (NCC-75012), capitanata da Amina Ramsey;
- Pacific Palisades;
- Redding;
- Riverside;
- Rubidoux (NCC-12109) (distrutta);[5]
- Sacramento;
- San Clemente;
- San Diego;
- San José;
- Santa Monica;
- Sherman Oaks;
- Solvang (NCC-12101) (distrutta);[6]
- Vacaville (NCC-72707);
- Vallejo;
- West Covina.

### Classe Centaur
La classe Centaur è un tipo di nave derivata dell'Excelsior ed è introdotta agli inizi del XXIV secolo. Ha un deflettore molto grande posizionato sul ventre della sezione a disco in mezzo alle gondole di curvatura.
La USS Centaur, capitanata da Charles Reynolds, nel 2374 incontra una nave jem'hadar capitanata da Benjamin Sisko e impegnata in una missione segreta.

### Classe Challenger
La classe Challenger è un modello di astronave del tardo XXIV secolo; combina una sezione a disco molto simile a quella della classe Galaxy a due gondole di curvatura poste sul dorso e sul ventre della piccola sezione ingegneria. Navi di questa classe includono la USS Buran (NCC-57580), distrutta dai Borg nella battaglia di Wolf 359, e la USS Kearsarge (NCC-57566).

### Classe Cheyenne
La classe Cheyenne è uno dei pochi modelli con quattro gondole di curvatura; la sezione a disco è ellittica ma più piccola di quella della classe Galaxy. La USS Ahwahnee (NCC-71620), distrutta dai Borg a Wolf 359, appartiene a questa classe.

### Classe Chimera
La classe Chimera è un modello del XXIV secolo; la USS Portland (NCC-57418), di questa classe, è assegnata alla ricerca di un runabout disperso della stazione Deep Space Nine.

### Classe Constellation
La classe Constellation è un modello di astronave con quattro gondole di curvatura introdotta nel 2280. Le gondole di curvatura e la sezione a disco sono molto simili a quelle della classe Constitution e della Miranda; ha 15 ponti e un equipaggio di 535 persone. La maggior parte delle navi di questa classe sono messe in disarmo prima del 2370.
Navi di questa classe sono:
- USS Stargazer (NCC-2893): è la nave che dal 2333 al 2355 viene capitanata da Jean-Luc Picard. Nel 2355 combatté contro una nave sconosciuta, che poi si rivelò essere ferengi. Dopo la battaglia, la Stargazer fu abbandonata per via dei danni irreparabili prodotti dalla battaglia.
- USS Stargazer (NCC-82893): è la nave capitanata da Cristobal Rios nel 2400.[7]
- USS Constance (NCC sconosciuto): una delle navi che partecipò alla battaglia di Wolf 359, vi si trovava Liam Shaw col ruolo di ingegnere.[8]

### Classe Constitution
La classe Constitution viene introdotta nel 2240: è costituita da vascelli veloci e potenti; nel 2267 dodici navi di questa classe risultano in servizio.
A questa classe appartiene la celeberrima USS Enterprise.
A partire dal 2271, l'Enterprise e molte altre navi vengono rimodernate, subendo un processo di refit consistente nella sostituzione delle gondole di curvatura con modelli più avanzati (dimensioni maggiori e più performanti), sezioni ingegneria e collo vengono ampliate, la sezione a disco pure, aumentando la superficie esterna, la corazzatura e lo spazio interno, mentre viene ridisegnato il ponte di comando.
Negli anni novanta del secolo XXIII, le varie unità di questa classe vengono avviate al disarmo, sostituite principalmente da vascelli di classe Excelsior; la classe Constitution USS New Jersey è conservata presso il Museo della Flotta Stellare assieme alla Constitution II Enterprise A.

#### Specifiche tecniche
- Canone: sì
- Era: The Original Series
- Classe: Constitution
- Tipo: incrociatore pesante
- Cantiere: Earth Spacedock, SOL III (Terra)
- Data ordinamento: 2240
- Data varo: 2245
- Data radiazione: fine secolo XXIII
- Refit: 2275
- Dislocamento: 990000 t
- Lunghezza: 289 metri
- Larghezza: 127,1 metri
- Altezza: 72,6 metri
- Ponti: 21
- Propulsione: 1 nucleo di curvatura, 1 motore a impulso
- Velocità di crociera: warp 5
- Velocità massima: warp 6
- Velocità di emergenza: warp 8 per 2 ore
- Equipaggio: 43 ufficiali, 287 tra sottufficiali e marinai
- Sistemi difensivi: sistema scudi deflettori; nel refit vengono introdotti anche i campi di forza
- Armamento: 6 banchi phasers tipo VI, 2 tubi lanciasiluri fotonici
- Unità:
  - USS Cayuga (NCC-1557) (distrutta nel 2259);[10]
  - USS Constellation (NCC-1017);
  - USS Constitution (NCC-1700);
  - USS Defiant (NCC-1764);[N 2]
  - USS Eagle (NCC-956);
  - USS Endeavour (NCC-1895);[senza fonte]
  - USS Enterprise (NCC-1701);
  - USS Essex (NCC-1697);
  - USS Excalibur (NCC-1664);
  - USS Exeter (NCC-1672);
  - USS Hood (NCC-1703);
  - USS Intrepid (NCC-1831);
  - USS Lexington (NCC-1709);
  - USS New Jersey (NCC-1975);[9]
  - USS Potemkin (NCC-1657);
  - USS Republic (NCC-1371);[senza fonte]
  - USS Yorktown (NCC-1717).[N 3]

#### USSConstellation
La USS Constellation è stata capitanata dal commodoro Matt Decker.
L'equipaggio dell'Enterprise la trovò semidistrutta da una grande macchina di forma conica (che viene chiamata dall'equipaggio del capitano Kirk "macchina del giudizio universale") capace di emettere raggi distruttivi ad altissima potenza e che si "nutre" di tutto ciò che incrocia lungo la sua rotta, principalmente pianeti; dopo la morte del commodoro Decker, che spera di farla esplodere lanciandovisi dentro alla guida di una capsula, per decisione del capitano Kirk, la Constellation viene sacrificata facendola entrare nella "macchina del giudizio universale" con il comando di autodistruzione attivato in modo da farla esplodere all'interno.
- Il modellino dell'astronave usato per l'episodio era un modellino dell'Enterprise in vendita dalla AMT, opportunamente modificato per cambiarne nome e numero di registro.[senza fonte]
- L'astronave prende il nome dalla nave da guerra americana USS Constellation, commissionata nel XVIII secolo dalla marina navale statunitense.
- Il team degli effetti speciali della versione rimasterizzata dell'episodio ha fatto uno scherzo al loro capo, Niel Wray, mostrandogli che, in un falso trailer, era stato scritto sulla sezione a disco dell'astronave "Consolation" anziché Constellation. Il tutto era corredato con falsi commenti negativi su di un copia del sito Trekmovie.com di chi aveva visto il trailer.[13]

### Classe Constitution II
Con Constitution II si intende il refit della classe Constitution avvenuto nel 2271 e narrato all'inizio del film Star Trek. Ufficialmente il nome “Constitution II” non è mai apparso nel canone, venendo chiamato semplicemente Constitution-Class Refit, ma dopo l'apparizione della successiva Constitution III nella serie Picard, la classe è stata ribattezzata dai designer del franchise Constitution II.

### Classe Constitution III
Chiamata informalmente dalla Flotta "Neo-Constitution", è l'evoluzione nel primo XXV secolo delle classi Constitution I e II del tardo XXIII secolo. Si mostra parecchio simile alle sue celebri classi antenate, con aspetto modificato in sintonia con l'evoluzione tecnologica di un secolo e mezzo. Unico vascello noto è la USS Titan NCC-80102-A (successivamente rinominata USS Enterprise NCC-1701-G), che compare nella terza stagione di Star Trek: Picard.

### Classe Crossfield
La classe Crossfield presenta una fusoliera appiattita, è dotata di due gondole laterali collegate alla sezione motori da due piloni trapezoidali "pieni" complanari alla sezione motori, una sezione a disco ad anelli concentrici composta da un disco interno e due anelli che lo circondano e che ruotano durante la manovra di "salto" col motore a spore. Si tratta infatti di un tipo di nave che oltre ad essere dotata di propulsore a curvatura è anche provvista di un motore sperimentale noto come "motore a spore", grazie al quale è in grado di trasportarsi in un qualsiasi punto della galassia attraverso la rete miceliale presente nel subspazio galattico; tuttavia, data la natura di questo sistema, solo pochi esseri viventi della galassia sono in grado di manovrarlo con successo. Quando il motore a spore viene attivato, la nave viene posta in stato di "allarme nero", segnale che indica all'equipaggio l'imminente salto. Le uniche due navi appartenenti a questa classe erano la USS Discovery NCC-1031 e la USS Glenn NCC-1030 che fanno la loro prima apparizione nella serie Star Trek: Discovery.
- USS Discovery
  - USS Discovery (NCC-1031)
  - USS Discovery (NCC-1031-A)

### Classe Curry
La classe Curry è un ibrido tra la classe Excelsior, di cui possiede la sezione a disco, e la classe Miranda, da cui prende le gondole di curvatura e i piloni di collegamento tra queste e la sezione discoidale.
L'unica unità conosciuta di questa classe è la USS Curry NCC-42254, che fa la comparsa durante il periodo delle battaglie del Dominio, negli anni settanta del secolo XXIV.

### Classe Daedalus
La classe Daedalus è la prima classe di navi ad essere costruita sotto l'egida della Federazione. Costruita in cantieri orbitali in orbita terrestre, è un vascello esplorativo con 15 ponti, lungo 105 metri, dal peso di quasi 100000 t; l'equipaggio è composto da 229 persone, dispone di due teletrasporti, due navette ed è armato con due banchi phaser e un tubo lanciasiluri. Poteva raggiungere la velocità massima di curvatura 6.

### Classe Danube
Le navi stellari di classe Danube sono runabout, ossia vascelli stellari di dimensioni ridotte, più piccole di un vascello ordinario ma più grandi e con una maggiore autonomia di una navetta. Entrano in servizio nel 2368 e sono generalmente assegnate alle stazioni spaziali come supporto.
Molti dei runabout apparsi sullo schermo sono quelli assegnati alla stazione Deep Space Nine; tutti portano il nome di un fiume delle Terra.
- USS Gander: viene distrutta nel 2375 dai Jem'Hadar.
- USS Ganges (NCC-72454): è distrutta nel 2370 da un incrociatore t'lani.
- USS Mekong (NCC-72617): rimpiazza la USS Yang-Tze Kiang. Viene distrutta durante l'attacco congiunto cardassiano-romulano al pianeta dei Fondatori, nel quadrante Gamma.
- USS Orinoco (NCC-72905): viene distrutta nel 2374.
- USS  Rio Grande  (NCC-72452): è il runabout (con a bordo Jadzia Dax e Benjamin Sisko) che scopre il tunnel spaziale bajoriano. Viene usata in seguito da O'Brien e Dax per recuperare Sisko, Kira e Bashir da una luna del quadrante Gamma. È inoltre l'unico runabout superstite dei tre originariamente assegnati dall'Enterprise D alla stazione spaziale Deep Space Nine.
- USS Rubicon (NCC-72936): rimpiazza la Mekong. È interessata da un fenomeno subspaziale nel 2374.
- USS Shenandoah (NCC-73024): viene usata per una missione di salvataggio di un disertore cardassiano da una base del Dominio; in seguito, mentre Jake Sisko e Nog la usano per portare un messaggio al Grande Nagus, viene attaccata dai Jem'Hadar, e in seguito lasciata alla deriva.
- USS Volga (NCC-73196).
- USS Yang Tze Kiang (NCC-72453): viene distrutta durante un atterraggio di emergenza nel quadrante Gamma.
- USS Yukon (NCC-74602): viene distrutta dalla Defiant per evitare che uno dei Fondatori la usi per far esplodere il sole di Bajor.

### Classe Dauntless
Vi appartiene la USS Dauntless (NCC-80816), operativa nell'anno 2384 e capitanata dall'ammiraglio Kathryn Janeway.

### Classe Defiant
La classe Defiant è una classe di vascelli del XXIV secolo, designata a svolgere il ruolo di nave da combattimento. Inizialmente creata al fine di combattere i Borg (da questo compito deriva il motto della classe, "Assimilate this!"), fu poi usata nella guerra del Dominio. Vi appartiene la USS Defiant.
Le navi di questa classe incorporano le più avanzate tecnologie belliche disponibili all'epoca della loro costruzione; sono state le prime navi dotate di siluri quantici. Costruite nel cantiere navale di Utopia Planitia, hanno un equipaggio di 40 persone e possono raggiungere la velocità di curvatura 9,982. All'occorrenza, come per la classe Intrepid, possono atterrare direttamente sulla superficie di un pianeta.
- Unità:
  - USS Defiant, NX-74205;
  - USS São Paulo, rinominata USS Defiant, NCC-75633;
  - USS Valiant, NCC-74210: distrutta nel 2374.
  - USS Anaximander, a uso della Sezione 31.[18]

### Classe Deneva
A questa classe appartengono la USS Arcos (NCC-6237), distrutta nel 2367, e la USS LaSalle (NCC-6203).

### Classe Dreadnought
A questa classe appartiene la USS Vengeance, enorme nave da battaglia utilizzata dall'ammiraglio Marcus in Into Darkness - Star Trek. È grande quasi il doppio dell'Enterprise del film (che è più grande della classe Galaxy), ha numerosissimi banchi phaser e due giganteschi cannoni che, data la loro prematura disattivazione, non è noto di che tipo siano. Può intercettare le astronavi mentre viaggiano a curvatura. Inoltre, grazie a un sistema di controllo automatico a comando vocale, questa astronave può essere completamente gestita, pilotata e guidata da un singolo individuo.

### Classe Duderstadt
Di stazza simile alla classe Constitution III, questo tipo di incrociatore pesante, operativo nel primo XXV secolo, ha le gondole collegate a un'estensione posteriore della sezione a disco; la sezione motori è a sua volta collegata al disco. Nel lato posteriore della sezione motori è presente un disco simile al deflettore anteriore: trattasi di un sensore a lungo raggio. Unica nave attualmente nota è la USS Intrepid (NCC-79520).

### Classe Excelsior
Le navi di questa classe, entrata in servizio alla fine del XXIII secolo, hanno rappresentato per diverso tempo le navi più avanzate della Flotta, e sono largamente utilizzate anche nel corso del XXIV secolo. Prodotte ai cantieri navali di Utopia Planitia, sono lunghe 467 metri, hanno un equipaggio di 750 persone e sono armate con 24 phaser e quattro tubi lanciasiluri.
Navi di questa classe sono le USS:
- Al-Batani (NCC-42995): Kathryn Janeway serve su questa nave come Ufficiale Scientifico sotto il comando dell'allora capitano Owen Paris;
- Berlin (NCC-14232);
- Cairo (NCC-42136);
- Charleston (NCC-42285);
- Crazy Horse (NCC-50446): fa parte del gruppo creato dall'ammiraglio Nechayev in previsione di un possibile attacco dei Borg. Insieme all'Agamennon viene assegnata alla squadra capitanata dall'Enterprise D;
- Crockett (NCC-38955);
- Enterprise B;
- Excelsior (NX-2000, ribattezzata in seguito alla manomissione di Scott al sistema di transcurvatura NCC-2000);
- Farragut (NCC-2375);
- Fearless (NCC-4598);
- Fredrickson (NCC-42111);
- Gorkon (NCC-40512);
- Grissom (NCC-42857);
- Hood (NCC-42296): William Riker e Geordi La Forge servono su questa nave fra il 2361 e il 2364. Nel 2379 fa parte del Gruppo da Battaglia Omega incaricato di fornire assistenza all'Enterprise E contro Shinzon di Remus;
- Lakota (NCC-42768);
- Lexington (NCC-14427);
- Livingston (NCC-34099);
- Malinche (NCC-38997);
- Melbourne (NCC-62043): alla fine del 2366 ne fu offerto il comando a William Riker che lo rifiutò per restare sull'Enterprise; in seguito la Melbourne fu distrutta nella battaglia di Wolf 359;
- Potemkin (NCC-18253): William Riker serve su questa nave nel 2357, al suo primo assegnamento dopo il diploma;
- Repulse (NCC-2544);
- Roosevelt (NCC-2573): è stata distrutta dai Borg a Wolf 359;
- Tecumseh (NCC-14934);
- Valley Forge (NCC-43305).

#### USSExcelsior
Fa la sua prima apparizione nel film Star Trek III - Alla ricerca di Spock, nel quale è presentata come un'astronave con propulsori di nuova concezione (con numero di matricola NX-2000). Al comando del capitano Styles, viene assegnata all'inseguimento dell'Enterprise quando questa è rubata dal capitano Kirk e dai suoi uomini, ma viene sabotata da Montgomery Scott.
In seguito, sotto il comando di Hikaru Sulu (con numero di matricola NCC-2000 a causa del cambio di sistema di propulsione, vista la facile manomissione da parte di Scott nel sistema di transcurvatura), svolge tra il 2290 e il 2293 una missione nel Quadrante Beta, al ritorno dalla quale viene investita dall'onda d'urto per l'esplosione di Praxis, una luna di Qo'noS, pianeta natale dei Klingon. In seguito tenta di salvare il capitano Kirk e il dottor McCoy dalla colonia penale di Rura Penthe, in territorio klingon, ma il suo tentativo viene respinto dalla flotta klingon. Successivamente aiuta l'Enterprise  A a difendere la conferenza di pace di Khitomer.
Durante questi eventi vi ha servito anche Tuvok, al suo primo incarico nella Flotta Stellare.

### Classe Farragut
Questo tipo di nave prende il nome dalla USS Farragut (NCC-1647), dove nel 2257 il tenente James T. Kirk ebbe il suo primo importante incarico nella Flotta come responsabile della sezione phaser. La classe Farragut ha solo la sezione a disco, ove è presente anche la sala macchine: le gondole erano agganciate direttamente alla sezione a disco. Nominata più volte da Kirk nella serie originale, la USS Farragut è apparsa nell'ultimo episodio della serie Strange New Worlds, dove era comandata dal capitano Kirk, ma in una linea temporale alternativa creata dal capitano Pike.

### Classe Freedom
La classe Freedom è una classe di navi in servizio nel XXIV secolo, con una sola gondola di curvatura, di cui fa parte la USS Firebrand (NCC-68723), distrutta nella battaglia di Wolf 359.

### Classe Gagarin
Commissionate a inizio XXV secolo, le navi di questa classe ricordano la classe Shepard del XXIII secolo, con la sezione a disco "complanare" a quella motori, senza il caratteristico pilone che in genere separa le due sezioni delle navi federali.
Navi note di classe Gagarin sono le USS:
- Christopher (NCC-97936);
- Cunningham (NCC-97949);
- Gagarin (NCC-97930);
- Gotana-Retz (NCC-97951);
- Passaro (NCC-97955);
- Resnik (NCC-97945).

### Classe Galaxy
La classe Galaxy è la classe di navi più potente e capiente di tutta la Flotta Stellare nella seconda metà del XXIV secolo, tra la sua introduzione e il varo della classe Sovereign, tanto che la USS Enterprise D, l'ammiraglia della flotta tra il 2363 e il 2371, fa parte di questa classe. Può contenere fino a 5200 persone, tra personale della Flotta e personale civile in condizione di emergenza.
Il design della classe Galaxy segue la classica combinazione di sezione a disco a prua, collegata tramite una colonna alla sezione motori, che è la parte bassa e la poppa della nave, a cui sono collegate due gondole di curvatura per mezzo di piloni ricurvi.
La classe Galaxy è il secondo modello, dopo la classe Crossfield, di astronave "componibile" della Flotta: possiede infatti la capacità di separare la sezione a disco dalla sezione motori. Quest'ultima, chiamata anche "Sezione da battaglia", in caso di separazione viene comandata dal "Ponte di battaglia", che ne costituisce la sostituzione del Ponte di comando (chiamato anche “plancia”). La "Sezione da battaglia" mantiene la capacità di viaggiare a velocità di curvatura, mentre la sezione a disco possiede solamente la propulsione a impulso; questa può essere utilizzata anche per manovre di salvataggio, nel caso in cui la sezione motori, che contiene il nucleo di curvatura, venga irreparabilmente compromessa e sia impossibilitata a espellere il nucleo di curvatura.
Navi di questa classe sono le USS:
- Challenger (NCC-71099): appare solamente in una timeline alternativa, nella quale è comandata da Geordi La Forge;[23]
- Enterprise D;
- Galaxy (NCC-70637): prodotta a Utopia Planitia, viene seriamente danneggiata in uno scontro con le forze del Dominio nel sistema Chin'toka nel 2374. Nel 2379 fa parte del Gruppo da Battaglia Omega, incaricato di fornire assistenza all'Enterprise E contro Shinzon di Remus;[N 8]
- Odyssey (NCC-71832): capitanata da Keogh, viene distrutta nel 2370 da un vascello jem'hadar nel quadrante Gamma durante una missione che doveva soccorrere il comandante Benjamin Sisko. La sua targa commemorativa reca una frase di 2001: Odissea nello spazio: "Its origin and purpose, still a total mistery";
- Venture (NCC-71854): è la nave ammiraglia di una flotta di astronavi che aiuta Deep Space Nine a gestire l'attacco klingon contro Cardassia; partecipa alla missione di riconquista di Deep Space Nine, e nel 2374 partecipa alla battaglia tra la Federazione e il Dominio per il controllo del sistema Chin'toka;[episodi?]
- Yamato (NCC-71807): è la nave gemella dell'Enterprise, capitanata da Donald Varley. Viene distrutta nel 2365 da un virus informatico trasmesso da una sonda iconiana che ha danneggiato irreparabilmente tutti i computer di bordo, facendo collassare il campo di contenimento dell'antimateria;
- Syracuse (non si conosce il numero di registro). Nel 2401 il commodoro Geordi La Forge rivelò che la sezione a disco dell'Enterprise D fu recuperata dal pianeta Veridiano III per non violare la prima direttiva, e di aver utilizzato la sezione motori di un'altra nave di classe Galaxy, la USS Syracuse appunto, per ricostruire l'Enterprise D.[24]

### Classe Kelvin
Di questa classe vi fa parte l'astronave capitanata da George Samuel Kirk, padre di James T. Kirk, USS Kelvin NCC-0514, che viene distrutta nel 2233 dall'astronave romulana Narada, capitanata da Nero, tornata indietro nel tempo alla ricerca di Spock, anch'esso tornato indietro nel tempo per nascondere una distruttiva tecnologia sviluppata dalla Federazione.

### Classe Hokule'a
Di questa classe fa parte la USS Tripoli NCC-19386 che, dopo aver trovato Data abbandonato sulla colonia di Omicron Theta, è in seguito usata come nave da trasporto, e poi combatte nella guerra contro il Dominio.

### Classe Interceptor
È una classe sperimentale, il cui unico modello è la USS Interceptor, NX-77197; non è mai apparsa in alcun episodio diStar Trek né nei lungometraggi, ma il suo sviluppo, presso le Blindfold Ship Yards di Saturno, è stato previsto in merito alla crisi generata dall'incontro della Federazione con i Borg; in seguito al contatto e l'esito degli scontri, la Flotta Stellare ha richiesto la creazione di nuove unità in grado di fronteggiare la minaccia Borg: oltre al progetto NX-77197 Interceptor, furono presentati anche i progetti Defiant, Prometheus e Sovereign, primo e terzo entrati subito in produzione dopo la realizzazione dei prototipi.

### Classe Intrepid
I vascelli di questa classe, varati a partire dal 2370, sono classificati come incrociatori leggeri e vengono utilizzati prevalentemente come navi multimissione. Sono caratterizzati da dimensioni non troppo elevate, discreta potenza di fuoco e alta velocità di curvatura; possono, all'occorrenza, atterrare direttamente sulla superficie di un pianeta, il che li rende ottimi "incursori". Sono navi tecnologicamente avanzate, il cui computer di bordo contiene anche parti parzialmente organiche (con gel bioneurale); hanno 15 ponti, 700000 t di massa, 344 m di lunghezza, 175 m di larghezza, 45 m di altezza. La velocità massima è di curvatura 9,975.
Navi di questa classe sono la USS Intrepid (NCC-74600), che dà il nome alla classe, la USS Voyager (NCC-74656) e la USS Bellerofonte (NCC-74705), che nel 2375 accompagna a una conferenza su Romulus la delegazione federale, della quale fanno parte, tra gli altri, il dottor Bashir di Deep Space Nine, l'ammiraglio William Ross e l'agente della Sezione 31 Luther Sloane, quest'ultimo sotto falsa identità.

### Classe Istanbul
Le navi di questa classe sono in servizio nel XXIV secolo. Tra di esse vi sono la USS Constantinople (NCC-34852), la USS Havana (NCC-34043) e la USS Sarajevo (NCC-38529).

### Classe Korolev
La classe Korolev è una classe di navi stellari in servizio nel XXIV secolo. Di essa fa parte la USS Goddard (NCC-59621), che fece parte della task force impiegata per bloccare il confine klingon-romulano durante la guerra civile klingon.

### Classe Lamarr
La classe Lamarr è l'evoluzione della classe Intrepid. Si tratta di un vascello scientifico con 29 ponti e 800 membri dell'equipaggio.
Secondo quanto detto dal Dottore, la classe Lamarr comprente tutte le tecnologie acquisite dalla Voyager durante il suo peregrinare nel quadrante Delta.

#### Specifiche tecniche
- Canone: sì
- Era: The Next Generation
- Classe: Lamarr
- Tipo: vascello scientifico
- Cantiere: Marte
- Data ordinamento: 2380
- Data varo: 2384
- Dislocamento:
- Lunghezza:
- Larghezza:
- Altezza:
- Ponti: 29
- Propulsione: curvatura, impulso, propulsione a cavitazione quantica
- Velocità di crociera:
- Velocità massima:
- Velocità di emergenza:
- Equipaggio: 800 unità
- Sistemi difensivi: sistema scudi deflettori, campi di forza
- Armamento: phaser, siluri quantici
- Unità:
  - USS Voyager NCC-74656-A

### Classe Lancelot
Ispirata alla classe Walker, l'unica nave di cui si hanno notizie è la USS Leondegrance, il cui varo è avvenuto nel 2288. Questa nave è rimasta nella storia perché dal 2301 al 2333 fu capitanata da Nyota Uhura, promossa a capitano dopo le vicende di Rotta verso l'ignoto.

### Classe Luna
Si tratta di una classe di incrociatori pesanti a cui appartiene il vascello Titan (NCC-80102), la prima nave capitanata dal neo capitano William Riker (promozione avvenuta nel 2379).

### Classe Mediterranean
Questa classe è in servizio nel XXIV secolo. Vi fanno parte la USS Lalo (NCC-43837) e la USS Wyoming (NCC-43730): la prima sperimenta il cosiddetto effetto Manheim nel 2364 e in seguito, nel 2366, avvista un cubo Borg in rotta verso la Terra, finendo probabilmente distrutta; la seconda, su cui presta servizio Tuvok al suo ritorno nella Flotta Stellare nel 2349, combatte nella guerra contro il Dominio.

### Classe Merced
È in servizio nel XXIV secolo. Viene descritta da Data come "piccola" rispetto alla classe Galaxy. La USS Trieste (NCC-37124), che fa parte della task force impegnata a bloccare il confine klingon-romulano durante la guerra civile klingon, appartiene a questa classe.

### Classe Miranda
Le navi di classe Miranda sono entrate in servizio verso la metà del XXIII secolo e grazie alla loro versatilità sono in servizio anche durante il XXIV secolo. Di essa fa parte la USS Saratoga (NCC-31911), che è distrutta dai Borg durante la battaglia di Wolf 359: di essa è Primo Ufficiale Benjamin Sisko, che si salva con il figlio Jake, mentre molti membri dell'equipaggio muoiono, inclusi il capitano e la moglie di Sisko. Altre navi di questa classe sono le USS:
- Brattain (NCC-21166);
- Lantree (NCC-1837);
- Majestic: viene distrutta durante l'invasione del sistema Chin'toka nel 2375;
- Nautilus (NCC-31910);
- Saratoga (NCC-31911);
- Reliant (NCC-1864): nave che viene catturata dai potenziati di Khan Noonien Sing e che viene successivamente distrutta nel film Star Trek II - L'ira di Khan;
- ShirKahr (NCC-31905);
- Sitak;
- Tian An Men (NCC-21382);
- Saratoga (NCC-1887): nave che venne disabilitata durante gli eventi di Rotta verso la Terra a causa di una sonda aliena.

### Classe Nebula
Le astronavi di classe Nebula, entrate a far parte della flotta negli anni sessanta del XXIV secolo, sono assimilabili per potenza e dimensioni alla classe Galaxy. Il design è più compatto, con le gondole montate inferiormente e lo scafo di collegamento tra le due sezioni ridotto al minimo; caratteristico è anche il grande modulo dei sensori superiore, nel quale sono incorporati i tubi lanciasiluri. La classe Nebula, nelle sue varie versioni, viene impiegata come nave scientifica o vascello multimissione.
Vi appartiene la prima delle due USS Bellerophon: con registro NCC-62048, è distrutta dai Borg a Wolf 359.
Altre navi di questa classe sono le USS:
- Endeavour (NCC-71805);
- Farragut (NCC-60591): nave che nel 2371 risponde alla chiamata di soccorso dell'Enterprise D dopo l'incidente di Veridian III, e aiuta a evacuare i sopravvissuti;[N 7]
- Hè (NCC-62006);
- Honshu (NCC-60205): nel 2374 Gul Dukat e Benjamin Sisko vi si trovano a bordo per recarsi al processo di Dukat per crimini di guerra, ma la nave viene distrutta da unità d'attacco cardassiane, e solo Dukat e Sisko si salvano;
- Lexington (NCC-61832);
- Merrimack (NCC-61827);
- Monitor (NCC-61826);
- Phoenix (NCC-65420);
- Prometheus (NCC-71201);
- Proxima (NCC-61952);
- Sutherland (NCC-72015): nave che nel 2367 partecipa al blocco federale che impedisce interferenze romulane nella Guerra Civile Klingon, e che per l'occasione viene comandata dal tenente comandante Data dell'Enterprise D;
- T'Kumbra (NCC-62100);
- Ulysses (NCC-66808).

### Classe New Orleans
Le astronavi di classe New Orleans, identificate come "fregate", sono in servizio durante il XXIV secolo. Vi fanno parte la USS Kyushu (NCC-65491), distrutta dai Borg a Wolf 359, la USS Renegade (NCC-63102), la USS Rutledge (NCC-57295) e la USS Thomas Paine (NCC-65530ST).

### Classe Niagara
La classe Niagara è un tipo di navi stellari in servizio nel XXIV secolo, con l'inusuale caratteristica di possedere tre gondole di curvatura. Vi fanno parte la USS Princeton (NCC-59804), distrutta nella battaglia di Wolf 359, e la USS Wellington (NCC-28473).

### Classe Norway
Le astronavi di classe Norway sono incrociatori in servizio nella seconda metà del XXIV secolo. Secondo il Deep Space Nine Technical Manual, sono prodotti in cantieri posti in orbita attorno alla Terra, sono lunghi quasi 365 metri, larghi 225 e alte 52, hanno una massa di 622000 t, un equipaggio di 190 persone e possono sostenere una velocità massima di curvatura 9,7 per 12 ore; inoltre hanno sei emettitori phaser e due tubi lanciasiluri.
Di classe Norway è la USS Budapest, che combatte contro il cubo Borg in rotta verso la Terra nel 2373.

### Classe Nova
La classe Nova è una classe di navi adatte per l'esplorazione planetaria e scientifica, ma non per le missioni a lungo raggio. Costruite in orbita a Rigel II e alla Terra, sono lunghe 221 metri, larghe 81 e alte 31, e possiedono otto ponti. Hanno un equipaggio di 80 persone, possono viaggiare a una velocità massima di curvatura 9 e sono armate di phaser e due tubi lanciasiluri.
Navi di questa classe sono la USS Rhode Island (NCC-72701) e la USS Equinox (NCC-72381) che, trasportata nel quadrante Delta nel 2371 dal Custode, per tentare di tornare nel quadrante Alfa è ricorsa all'uccisione dei membri di una specie aliena, dai cui attacchi è poi è salvata dall'intervento della USS Voyager, incontrata per caso. In seguito la Equinox è distrutta da quelle stesse creature.

### Classe NX
La classe NX è stata la prima classe di vascelli spaziali terrestri progettata per esplorare lo spazio profondo, di cui fa parte l'Enterprise NX-01, protagonista della serie televisiva Star Trek: Enterprise.
La classe NX sfrutta un nuovo tipo di propulsori, ideati da Henry Archer (padre di Jonathan Archer); per i test furono costruiti diversi prototipi, biposto, che furono le prime navi terrestri a superare la velocità di curvatura 2. La NX-Alpha, al comando del capitano Robinson, fu la prima a riuscire in quest'impresa, nel 2143, distruggendosi tuttavia al rientro nello spazio normale; per questo incidente il programma NX rischiò (anche per l'insistenza dei consiglieri vulcaniani) di venir cancellato, ma un secondo test di volo, effettuato senza autorizzazione da Archer e da Robinson (con la supervisione di Trip Tucker), riesce a dimostrare la possibilità per l'altro prototipo (l'NX-Beta) di viaggiare a curvatura 2,5 in maniera stabile. Ulteriori prototipi permetteranno poi di superare la barriera di curvatura 3 nel 2145 (con Duvall al timone) e di arrivare alla classe NX vera e propria, capace di viaggiare a curvatura 5.
Il capitano Jefferies è stata una delle persone che ha disegnato la classe NX.
Al 2154, sono state prodotte due navi di questa classe, l'Enterprise e la Columbia (NX-02).
La classe NX viene decommissionata nel 2161, alla vigilia della fondazione della Federazione Unita dei Pianeti, poiché gli Umani stanno sviluppando navi in grado di raggiungere curvatura 7, rendendo le navi di classe NX obsolete.
Nell'episodio In uno specchio oscuro, ambientato nell'universo dello specchio, vengono mostrate diverse navi dal profilo identico a quelle della classe NX, tra cui la ISS Enterprise e la ISS Avenger.

#### Columbia (NX-02)
Esattamente identica all'Enterprise, è costruita in orbita attorno alla Terra. Viene varata verso la fine del 2154, sotto il comando del capitano Erika Hernández; al momento del varo il capo ingegnere è Charles Tucker, trasferito dall'Enterprise.
La Columbia ha poi assistito quest'ultima nel confronto con i Klingon, che avevano rapito il dottor Phlox e sabotato l'Enterprise; dopo questa missione il comandante Tucker è ritornato sull'Enterprise.

### Classe Obena
Questa classe dalla classica forma è presente alla fine del XXIV secolo. Fortemente somigliante alla classe Excelsior ma con stazza maggiore e con alcune caratteristiche (ad esempio le gondole) che ricordano la classe Sovereign. Unica nave nota è la USS Archimedes.

### Classe Oberth
Le navi di classe Oberth sono caratterizzate da una forma non canonica rispetto alla configurazione delle altre navi della Flotta Stellare: la sezione motori e la sezione a disco non sono collegate dal classico pilone bensì direttamente dalle gondole di curvatura. Nell'insieme è una nave piccola e molto compatta, sebbene non dia la sensazione di robustezza che invece danno, per esempio, le navi di classe Miranda o di classe Nebula.
Le navi di classe Oberth sono solitamente utilizzate per missioni di ricognizione e, nella maggior parte dei casi, scientifiche. Gli armamenti sono molto ridotti, come la capacità di curvatura, la resistenza strutturale e la capienza di personale. Si pensi che basta un colpo di disgregatore di uno sparviero klingon per disintegrare una nave di classe Oberth con scudi abbassati.
Sono in servizio dal XXIII secolo fino ad oltre la metà del XXIV.
Tra le navi di questa classe vi sono le USS:
- Bonestrell (NCC-31600), distrutta dai Borg nella battaglia di Wolf 359;
- Copernicus (NCC-623);
- Grissom (NCC-638): viene distrutta dai Klingon mentre analizza il pianeta Genesis. Tra i membri dell'equipaggio ci sono David Marcus e Saavik, che scampano all'attacco;[N 14]
- Grissom (NCC-59314);
- Pegasus (NCC-53847): è la prima nave della Federazione a montare un dispositivo di occultamento. Il collaudo (segreto) si rivela tuttavia fallimentare, portando alla morte di 71 dei 79 membri dell'equipaggio; tra i superstiti vi è William Riker;
- Raman (NCC-29487);
- Tsiolkovsky (NCC-53911);
- Yosemite (NCC-19002);
- Vico (NAR-18834).

### Classe Odyssey
Questa classe fu introdotta nel tardo XXIV secolo come ammiraglia della Flotta. Vagamente somigliante alle classi Sovereign e Intrepid, ma di dimensioni decisamente maggiori, la sezione a disco (separabile) era collegata a quella motori non dalla classica colonna centrale, o direttamente come nella Sovereign e nella Intrepid, ma da due piloni laterali ricurvi. Unica nave dal nome noto è l'Enterprise F.

### Classe Olympic
La classe Olympic è un vascello federale impiegato come nave ospedale e in servizio nel XXIV secolo; questo tipo di unità presenta, a differenza della solita sezione a disco frontale, una sezione di prua sferica.
Navi di questa classe sono la USS Pasteur (NCC-58925) e la USS Nobel (NCC-55012); in particolare, nella serie televisiva The Next Generation, la Pasteur, nella placca commemorativa originaria, viene riportata come unità di classe Hope: successivamente tale placca viene corretta, riportando la dicitura “Olympic class vessel”.
Tale correzione ha portato, in alcune circostanze, a far identificare tale modello come di classe Hope che, secondo il canone di Star Trek, non esiste.

### Classe Parliament
La Parliament è la naturale evoluzione della classe California: possiede una sezione a disco, più grande rispetto alle California, con due gondole collegate inferiormente e posteriormente ad esso da due piloni curvi, e uno scafo secondario con il deflettore di navigazione, sempre montato nella parte inferiore e sorretto da altri due piloni. Due navi di questa classe, la USS Vancouver e la USS Toronto, compaiono nella serie animata Star Trek: Lower Decks.

### Classe Peregrine
Le navi di questa classe sono piccoli intercettori; alcuni di essi vengono rubati dai Maquis, che li usano per le loro incursioni.

### Classe Prometheus
La Prometheus è una classe sperimentale della seconda metà del XXIV secolo; la sua particolarità è di potersi dividere in tre parti, che possono attaccare autonomamente il bersaglio (sequenza di "auto-separazione" avviata dall'MOE di tipo due che aiuta il dottore a riprendere il possesso della nave precedentemente abbordata dai Romulani che intendono darla alla loro flotta per incrementarne la potenza). Il prototipo è la USS Prometheus (NX-59650).
Viene fatta vedere soltanto due volte.

### Classe Protostar
Vi appartiene la USS Protostar NX-76884. È un ibrido tra una nave stellare e un runabout, definita "vascello di esplorazione sperimentale". È la prima nave stellare della Federazione dotata di motore a proto-curvatura. Viene varata negli anni ottanta del XXIV secolo, con al comando il capitano Chakotay. Appare nelle serie animata Prodigy. Nel 2385 viene varato il secondo vascello di questa classe, la USS Prodigy (NCC-81084).

### Classe Renaissance
Le navi di questa classe, usate per il pattugliamento e per l'esplorazione, sono in servizio attorno alla metà del XXIV secolo. Navi di questa classe sono la USS Aries (NCC-45167), la USS Hokkaido e la USS Hornet (NCC-45231).

### Classe Rigel
Di questa classe, in servizio nel XXIV secolo, fanno parte la USS Akagi (NCC-62158) e la USS Tolstoy (NCC-62905).

### Classe Saber
Le navi di classe Saber, entrate in servizio alla fine del XXIV secolo, sono incrociatori leggeri, più piccole della navi di classe Defiant. Prodotte in cantieri orbitali attorno alla Terra, possono raggiungere una velocità massima di curvatura 9,7 e sono armate con quattro phaser e due tubi lanciasiluri; l'equipaggio è di 40 unità.
Di questa classe fa parte la USS Yeager (NCC-61947).

### Classe Sequoia
In servizio nel XXIV secolo, di questa classe fa parte la USS Yellowstone (NCC-70073).

### Classe Sombra
Questa classe appare in Strange New Worlds. È stata in servizio a metà del XXIII secolo. L'unica nave che si conosce è la USS Peregrine (NCC-1549). È quasi uguale alla classe Constitution, con alcune piccole differenze nelle dimensioni e nella stazza. L'equipaggio massimo era di 99 elementi.

### Classe Sovereign
La classe Sovereign, introdotta nel film Primo contatto, è la classe di navi più potente e capiente di tutta la Flotta Stellare; a tale classe appartiene anche la nave stellare USS Enterprise E.
Il design della classe Sovereign segue più o meno la classica configurazione delle navi federali: è composta da una sezione a disco a prua collegata alla sezione motori da una colonna quasi inesistente. Le due gondole di curvatura sono molto slanciate e sono collegate alla sezione motori per mezzo di piloni. Questi tipi di nave sono state concepite appositamente per contrastare in maniera "bruta" la minaccia dei Borg ai Quadranti Alfa e Beta. Infatti il design della classe Sovereign è affusolato e molto compatto. La sezione a disco richiama la forma aerodinamica adottata per la classe Intrepid, mentre la struttura delle gondole è completamente innovativa, specialmente per quanto riguarda i collettori di Bussard. Nell'arco di tempo fra gli eventi narrati in Primo contatto e Nemesis, la classe ha avuto alcune migliorie e potenziamenti.
Anche questo tipo di nave è stato equipaggiato di Medico olografico d'emergenza (tipo I).
Altre importanti innovazioni sono il campo di forza applicabile attorno al nucleo di curvatura e la plancia, dotata di un "particolare" strumento di navigazione consistente in un'interfaccia di governo manuale simile ad un joystick.
Nonostante le incredibili capacità strutturali di cui sono dotati questi modelli di nave stellare (capaci di resistere anche a uno scontro frontale diretto con un'altra astronave ben più potente e armata come la Shimitar di Shinzon di Remus), i sistemi anti-intrusione sono ancora da perfezionare, soprattutto per quanto riguarda le incursioni borg, che sono ancora capaci di insinuarsi nelle navi eludendo i sensori interni. Questa classe di navi stellari è dotata di siluri quantici.
Navi di questa classe note sono le USS:
- Arsinoe (NCC-75307)
- Enterprise E (NCC-1701-E)
- Gilgamesh (NCC-74669)
- Glasgow (NCC-75117)
- Hrothgar (NCC-74975)
- Hutchinson (NCC-74957)
- Igraine (NCC-74980)
- Inaieu (NCC-75018)
- Jaresh-Inyo (NCC-75020)
- Musashi (NCC-74660)
- Pachacuti (NCC-74181)
- Sovereign (NCC-73811)[N 16]
- Valkyrie (NCC-74877)
- Van Citters (NCC-72504)[4]
- Venture (NCC-75306)
- Warspite (NCC-74922)

### Classe Soyuz
Questa classe era in servizio nel tardo XXIII secolo, non oltre gli anni ottanta del secolo. Era armata di numerosi cannoni phaser ed era progettata per la guerra più che per l'esplorazione. La configurazione delle gondole di curvatura è simile alla classe Miranda, ma è più arretrata. Sulla poppa, ai lati di una sezione sporgente, aveva due hangar navette. Vi apparteneva, fra le altre, la USS Bozeman (NCC-1941).

### Classe Springfield
La classe Springfield è una classe di astronavi in servizio nel XXIV secolo, di cui fa parte la USS Cechov (NCC-57302), distrutta dai Borg durante la battaglia di Wolf 359.

### Classe Steamrunner
Costruiti sul finire del XXIV secolo, i vascelli appartenenti alla classe Steamrunner sono leggeri e veloci, adibiti a compiti di difesa, ricerca e pattugliamento. La classe Steamrunner costituisce, almeno in parte, un allontanamento dai design precedenti della Flotta Stellare: le gondole sono parzialmente inserite nello scafo principale di forma poligonale e sorreggono il disco del deflettore, costituito da un'unità separata appesa alla sezione di poppa.
Di essa fanno parte la USS Appalachia (NCC-52136) e la USS Passaro (NCC-52670).

### Classe Surak
A questa classe, in servizio nel XXIV secolo, appartiene la USS Zapata (NCC-33184), che combatte nella guerra contro il Dominio.

### Classe Sydney
La classe Sydney è una classe di navi da trasporto in servizio dal tardo XXIII secolo fino almeno al 2375. Vi appartiene la USS Jenolen (NCC-2010).

### Classe Texas
Questa classe compare nella terza stagione della serie animata Lower Decks. Si tratta di un tipo di vascello sperimentale completamente automatizzato e privo di equipaggio, di media stazza, pesantemente armato e privo di oblò che ricorda la classe Nova. La classe Texas è stata frettolosamente dismessa dopo gravi problemi con le IA di bordo. Unici tre vascelli erano:
- USS Aledo (NA-01);
- USS Dallas (NA-02);
- USS Corpus Christi (NA-03).

### Classe Venture
La classe Venture è una classe di piccole navi di supporto. Una nave di questo tipo appare nel film Star Trek: L'insurrezione, con il numero di registro NCC-75227.

### Classe Walker
- USS Shenzou (NCC-1227)

### Classe Wambundu
A questa classe, in servizio nel XXIV secolo, appartengono la USS Drake (NCC-20381) e la USS Fleming (NCC-20316).

### Classe Wells
La classe Wells è una classe di navi temporali in servizio nel XXIX secolo, con dislocamento di 700000 t. Di essa fa parte la USS Relativity (NCV-474439-G) che, capitanata da Braxton, indaga su un criminale temporale che tentava di distruggere la Voyager.

### Classe Yorkshire
La classe Yorkshire è una classe di navi da trasporto, di cui fa parte la USS Denver (NCC-54927).

### Delta Flyer
Il Delta Flyer è una delle molte navette della USS Voyager. Progettata e costruita dal tenente Tom Paris durante la quinta stagione di Star Trek: Voyager in occasione di una gara contro alieni, è la navetta più avanzata della Voyager e forse di tutta la Federazione Unita dei Pianeti. Questa navetta resiste ripetutamente ad attacchi borg e ad altre missioni estremamente rischiose.
Il primo modello viene distrutto in un episodio della sesta stagione: il capitano Kathryn Janeway, il capo della sicurezza Tuvok e il capoingegnere B'Elanna Torres si teletrasportano a bordo di un cubo Borg appena prima che il Delta Flyer, colpito da tre siluri fotonici, vada in pezzi. Una seconda navetta (Delta Flyer II) viene in seguito ricostruita al termine di una missione di Tom Paris.

### Altre
- USS Liberator (NCC-67016): è stata distrutta dai Borg nella battaglia di Wolf 359.
- USS Raven (NAR-32450): è la nave con cui i genitori di Sette di Nove hanno seguito un cubo Borg fino nel cuore del quadrante Delta, in un pianeta del quale la nave è precipitata.
- USS Proxima (numero registro non noto), è una delle poche navi con quattro gondole.[senza fonte]
- USS Yorktown (numero registro non noto): viene nominata nel quarto film di Star Trek e in un episodio della serie originale.[47]

## Impero Klingon
La Marina Imperiale Klingon insieme alla Flotta Stellare e alla Flotta Imperiale Romulana è una delle più potenti flotte del quadrante Beta. Conta su innumerevoli navi da battaglia e guerrieri addestrati al peggio.
Caratteristica comune delle navi stellari della Marina Imperiale Klingon è il dispositivo di occultamento, un sistema non in possesso della Federazione che permette di camuffare tutte le emissioni delle navi e di deviare tutte le particelle, anche energetiche, nascondendo la nave alla vista ed alla rilevazione dei sensori. Effetto collaterale di questo è l'impossibilità di usare le armi, sia i disgregatori che i siluri fotonici, dalla nave in occultamento.
Nella storia canonica dell'Impero Klingon solo uno sparviero sperimentale è stato dotato della capacità di fare fuoco con i siluri nonostante l'occultamento, quello comandato dal generale Chang nel film Rotta verso l'ignoto.

### Sparviero klingon (Bird of Prey)
Sotto questa denominazione sono riunite varie classi di navi, tra cui la classi B'rel, D12 e K'vort. Sono navicelle dotate di ali, in grado anche di atterrare sulla superficie planetaria. Sono armate con disgregatori e tubi lanciasiluri ed equipaggiate con dispositivi d'occultamento. Le "ali" sostengono i due disgregatori orientabili attraverso la postazione centrale della plancia che si trova a prua della nave.
La classe B'rel è usata principalmente per missioni di esplorazione; ha un equipaggio di 12 uomini, è lunga 88 metri ed ha un'apertura alare di 139 metri. Di classe B'rel sono lo sparviero — ribattezzato successivamente Bounty — rubato da Kirk & c. nel film Alla ricerca di Spock e il vascello IKS Che'Ta' apparso nella serie animata Star Trek: Lower Decks. Un letale B'rel sperimentale che poteva sparare siluri da occultato è apparso nel lungometraggio Rotta verso l'ignoto.
Le astronavi di classe K'vort sono invece degli incrociatori leggeri, più grandi delle B'rel e sono guidate da un equipaggio di 40 persone. In esse il design della plancia ha presentato diversi stili col passare dei decenni, ma quasi sempre con un tunnel di accesso diretto posteriore; come nelle navi della Federazione, la sala riservata all'ufficiale comandante si trova appena a lato della plancia. Si può accedere al sistema di teletrasporto da un pannello di accesso in un corridoio, conoscendo i codici di accesso corretti. Navi di classe K'Vort conosciute sono:
- IKS Buruk
- IKS Ch'Tang
- IKS Hegh'ta
- IKS Koraga
- IKS Korinar
- IKS M'Char
- IKS Malpara
- IKS Orantho
- IKS Ning'tao
- IKS Pagh
- IKS Rotarran[N 18]
- IKS B'Moth
- IKS Slivin
- IKS Vorn
- IKS K'mpec (in servizio nel 2367)
- IKS Y'tem

### Classe D5
In servizio alla metà del XXII secolo, le navi di questa classe erano tra le più potenti astronavi klingon dell'epoca. Vi faceva parte la BortaS, capitanata da Duras.

### Classe D7
La classe D7 è il meglio della Flotta Imperiale negli anni 2250 e '60. È il prototipo del progetto standard klingon delle astronavi, compreso il ponte di comando (collocato frontalmente tramite un lungo collo che parte dalla sezione motori) che in caso di emergenza può essere espulso dal corpo principale; le navi di questa classe operano spesso in squadre di tre. Sono lunghe 228 metri, larghe 152, alte 60 e possono viaggiare a curvatura 8; le gondole sono collocate inferiormente rispetto al resto della nave. L'equipaggio è di 480 unità, e le armi presenti sono due disgregatori (collocati nelle gondole) e un tubo lanciasiluri collocato sotto il ponte di comando.
Le navi basate sul concetto base sono rimaste in servizio per più di un secolo; l'incrociatore D7, introdotto nel 2257, è stato successivamente aggiornato nella classe K't'inga. Durante il periodo dell'alleanza tra Klingon e Romulani, i Klingon hanno ceduto il progetto ai loro alleati in cambio del dispositivo di occultamento.
Vi fa parte la IKS Gr'oth.

### Classe K't'inga
Le navi di questa classe hanno rimpiazzato gli incrociatori classe D7, di cui riproducono la forma, a partire dalla fine degli anni 2250. Fabbricati in orbita a Qo'nos, possono raggiungere una velocità massima di curvatura 8,6 e sono armate con sei disgregatori e tre tubi lanciasiluri. L'equipaggio è di 800 persone.
Navi di questa classe erano le IKS Amar, B'moth, Qo'nos One, T'ong e T'Acog.

### Classe K'Toch
È la classe di cui fa parte la nave di Klaang, precipitata sulla Terra nel 2151.

### Classe Negh'var
Le astronavi di questa classe sono navi da guerra costruite a partire dal 2368. Sono lunghe 680 metri, larghe 280 e alte 137, possono raggiungere la velocità di curvatura 9,6 e sono armate con 20 disgregatori e due tubi lanciasiluri. L'equipaggio è di 2780 persone.

### Classe Raptor
La classe Raptor è in servizio nel XXII secolo. Vi fa parte la IKS Somraw, salvata dalla distruzione all'interno dell'atmosfera di un gigante gassoso dall'Enterprise NX-01.

### Classe Toron
L'astronave Alemo ricade in questa classe.

### Classe Vor'cha
La classe Vor'cha è una classe di incrociatori pesanti che sostituisce la classe K't'inga. Vengono massicciamente impiegate nella guerra del Dominio, nel corso della quale oltre trecento navi di questa classe vengono distrutte.
Prodotte in orbita a Qo'noS, sono lunghe 481,32 metri, larghe 341,76 e alte 106,87; la massa è di 2238000 t. L'equipaggio è formato da 280 ufficiali, 600 tra sottufficiali e marinai e 1500 unità di truppe da sbarco; la velocità di crociera è di curvatura 6, mentre la massima velocità possibile è compresa tra curvatura 9,4 e curvatura 9,8. Queste navi sono armate con 17 disgregatori e 3 lanciasiluri e sono dotate di dispositivi d'occultamento. Come le navi federali di classe Galaxy, possono dividersi in due sezioni.
Navi conosciute:
- IKS BortaS
- IKS Drovna
- IKS Maht-H'a
- IKS Qu'Vat
- IKS Toh'Kaht
- IKS Vor'nak
- IKS LaDwI'va

Compare per la prima volta nelle serie Star Trek: The Next Generation come nave di K'mpec (2367).

## Unione Cardassiana

### Classe Galor
Questo tipo di vascello risulta esser l'unità navale più potente dell'Unione Cardassiana.
I Cardassiani impiegano in battaglia tale tipo di unità quando è necessaria una dimostrazione di forza drammatica e impressionante. Lo schema operativo standard di questi vascelli è costituito da un gruppo d'attacco di tre unità, ma non è raro imbattersi in unità singole durante la navigazione.
L'origine del nome affibbiato a questa classe di navi cardassiane deriva dal folklore di questa razza: un mitico guerriero mascherato delle tenebre di nome Galor; il loro aspetto caratteristico, similare al simbolo di Galor il Cardassiano, ricorda la forma una freccia e viene utilizzato anche come simbolo distintivo dell'Unione; per la forma, lo scafo è simile a quella di un pesce: testa, pinne e una lunga coda.
Il vascello è strutturato da sezioni triangolari in serie; il corpo principale risulta esser costituito da tre livelli distinti, con il livello-modulo del ponte capace di sollevarsi a proravia, verso l'alto.
Le lame frontali risultano esser la controparte cardassiana delle gondole di curvatura della Flotta e racchiudono al loro interno i motori a curvatura.
A prua, al di sopra delle lame, è presente la struttura del ponte di comando.
Al di sotto delle pinne dello scafo principale trova alloggiamento il sistema d'armamento: un modulo di forma quadrata di grandi dimensioni e dal caratteristico colore rosso. Sul bordo anteriore delle pinne sono collocate due luci gialle, mentre una è posizionata sul bordo posteriore d'uscita; la parte ventrale dello scafo è esente da qualsiasi apertura.
La plancia è dominata da una singola poltrona di comando, posta al centro della sala, le cui dimensioni e posizione riflettono la propensione dei Cardassiani a impressionare sia i nemici che i sottoposti.
I vascelli di classe Galor sono armati con disgregatori e distruttori la cui gittata massima è di circa 300000 km.
In un combattimento singolo, una nave federale di classe Galaxy sovrasta nettamente una classe Galor: per questo tale tipo di vascelli, durante le operazioni militari, operano in gruppi di tre unità.
- Classe: Galor, tipo III
- Tipo: nave da guerra pesante – incrociatore pesante da battaglia
- Cantiere: Cardassia Prime Orbital Three Assembly Facility, Cardassia Prime
- Data ordinamento:
- Data varo:
- Data radiazion:
- Dislocamento: 1678000 t
- Lunghezza: 371,88 m
- Larghezza: 192,23 m
- Altezza: 59 m
- Ponti:
- Propulsione: 1-2 nuclei di curvatura, 3 o più motori a impulso
- Velocità di crociera:
- Velocità massima: warp 9.6
- Velocità di emergenza:
- Equipaggio: 300 membri effettivi d'equipaggio, più il personale delle unità da sbarco e le truppe d'assalto
- Capacità:
- Sistemi difensivi: sistema di scudi deflettori
- Armamento: 8 o più banchi di disgregatori ad onda spirale, un cannone poppiero ad onde distruttrici
- Unità conosciute:
  - Aldara
  - Reklar
  - Kraxon
  - Trager
  - Prakesh
  - Vetar

### Classe Hideki
Questa classe di navi è costituita da scout di piccole dimensioni e gioca un ruolo fondamentale all'interno della flotta cardassiana, poiché trattasi di unità prodotte in grandi numeri.
Per tale metodo di produzione, questa classe ha subito notevoli aggiornamenti e refit, introducendo continue migliorie: aumento dell'efficienza dei motori, incremento della resistenza dei sistemi difensivi ed aumento della potenza di fuoco erogata.
- Classe: Hideki
- Tipo: nave da ricognizione
- Cantiere: Cardassia Prime Orbital Three Assembly Facility, Cardassia Prime
- Data ordinamento: 2345
- Data varo:
- Data radiazion:
- Dislocamento: 120000 t
- Lunghezza: 85,78 m
- Larghezza: 64,14 m
- Altezza: 12,43 m
- Ponti: 3
- Propulsione: 1 nucleo di curvatura, 1 motore a impulso
- Velocità di crociera: warp 5
- Velocità massima: warp 7
- Velocità di emergenza: warp 9.5 per 1 ora
- Equipaggio: 30 membri
- Capacità:
- Sistemi difensivi: sistema di scudi deflettori e sistemi di schermatura standard
- Armamento: 4 banchi di disgregatori ad onda spirale frontale ed un poppiero, un tubo lanciasiluri fotonico con capacità di carico massimo di 20 siluri

### Classe Keldon
La classe Keldon è un potenziamento della classe Galor: le differenze sostanziali sono costituite dalla presenza di pinne poppiere dorsali e di un modulo di forma di parallelepipedo portato in posizione dorsale, dietro la sezione semicircolare elevabile prodiera.
Il design di questa unità è stato effettuato da Tony Meininger modificando il modello originale delle Galor, presentato da Ed Miarecki: la funzione del modulo supplementare è, al momento, sconosciuta.
- Classe: Keldon
- Tipo: nave da guerra pesante - incrociatore pesante da battaglia
- Cantiere: Cardassia Prime Orbital Three Assembly Facility, Cardassia Prime
- Data ordinamento:
- Data varo:
- Data radiazion:
- Dislocamento: 2230000 t
- Lunghezza: 371,88 m
- Larghezza: 192,23 m
- Altezza: 70,13 m
- Ponti: 17
- Propulsione: 1-2 nuclei di curvatura, 3 o più motori a impulso
- Velocità di crociera: warp 9.2
- Velocità massima: warp 9.6
- Velocità di emergenza:
- Equipaggio: 500 membri effettivi d'equipaggio, più il personale delle unità da sbarco e le truppe d'assalto
- Capacità:
- Sistemi difensivi: sistema di scudi deflettori
- Armamento: 8 o più banchi di disgregatori ad onda spirale, un cannone poppiero a onde distruttrici

## Alleanza Ferengi

### Cargo shuttle
Vascello di carico utilizzato come mercantile dai Ferengi.

### Classe D'Kora
Chiamato marauder (letteralmente ‘predatore’), è un vascello di grandi dimensioni e altamente sofisticato; tale unità può esser paragonata a un incrociatore da battaglia pesante: con la sua potenza di fuoco è in grado di infliggere pesanti danni a un vascello di classe Galaxy, se non addirittura distruggerlo con un solo colpo.
Il primo contatto tra la Federazione e l'Alleanza Ferengi avvenne nei pressi di Gamma Tauri IV nel 2364: in tale occasione, il vascello incontrato fu proprio un marauder.
I membri dell'equipaggio di un classe D'Kora si attestano intorno alle 450 unità. Questi vascelli, capaci di viaggiare ad alti fattori di curvatura, riportano sempre ben visibile sullo scafo l'insegna dell'Alleanza Ferengi.

### Nave da trasporto
Più che una classe, questa categoria presenta un insieme di vari tipi di unità, che rivestono una funzione estremamente importante negli incontri commerciali: devono risultare comode, sontuose e spaziose, al fine di invogliare il cliente a stipulare accordi commerciali con i Ferengi.
Di questo tipo di navi fa parte la Sepulo, la nave personale del Grande Nagus Zek.

### Pod
Detti anche shuttle, trattasi di piccole navette utilizzate per il trasporto di due persone, genericamente imbarcate sui marauder e utilizzate per voli interplanetari.
Possono raggiungere il fattore curvatura 2 e presentano un sistema d'arma a laser a bassa intensità.
La parte poppiera è adibita a stiva di carico, mentre lungo i fianchi risultano esser presenti le due gondole di curvatura, in una conformazione "a tenaglia".
Come quasi tutte le navi ferengi, lo scafo presenta un colore marrone-arancio, con l'insegna dell'Alleanza impressa sullo scafo in verde.

### Vascello mercantile
Nave interstellare impiegata come mercantile durante le missioni commerciali a lunga percorrenza; tali vascelli, sono provvisti di ampie stive di carico e cabine passeggeri molto lussuose. Su questo tipo di nave vengono trattati quasi tutti i contratti ferengi.
Anche queste non vengono classificate in un'unica categoria: generalmente, si tratta di vascelli di grandi dimensioni, spesso di origine non ferengi, acquistati e/o requisiti (secondo le Regole dell'Acquisizione) e riadattati per il trasporto e il commercio.

## Impero Stellare Romulano
Le informazioni su tutte le unità romulane permangono frammentarie per via della natura altamente riservata dei Romulani in merito alle proprie unità navali: solo alcune delle unità seguenti, sono conosciute più approfonditamente, in quanto sono state incontrate più volte dalle unità federali e, pertanto, sono state sottoposte a maggiori analisi e se ne è osservato il comportamento.

### Falchi da guerra

#### Classe D'deridex
La classe D'deridex è una delle classi più avanzate e potenti della flotta romulana, nonché più conosciute.
Si compone di una parte frontale che racchiude tutti i ponti comando e principali, di una forma svuotata con ali congiunte (a formare un'ellisse); le gondole di curvatura si trovano nella parte "inferiore" delle ali. Questo suo design si distanzia sia dalle strutture tipiche dei cosiddetti falchi sia da quella più tozza e compatta di altri vascelli simili.
La prima unità di questa classe apparsa sullo schermo e, nella cronologia di Star Trek, la prima a essere osservata dalla Flotta Stellare, è nel 2364.
- Classe: D'deridex
- Tipo: Falco da guerra pesante romulano
- Cantiere:
- Data ordinamento: 2361
- Data refit: 2371
- Dislocamento: superiore a 4 milioni di tonnellate
- Lunghezza: 1041,65 metri
- Larghezza: 772,43 metri
- Altezza: 285,47 metri
- Ponti: 45 o più
- Propulsione: nucleo di curvatura a singolarità quantica, più motori a impulso
- Velocità di crociera: warp 5 o 6 in modalità occultamento, warp 8,2
- Velocità massima: warp 9
- Velocità di emergenza: warp 9,6 (non consigliabile: rischio di danni irreparabili ai motori)
- Equipaggio: 1500 membri
- Capacità: 400 passeggeri, 10000 persone in caso d'evacuazione d'emergenza
- Sistemi difensivi: sistemi di scudi deflettori, sistema di occultamento
- Armamento: 6 banchi di disgregatori, 2 tubi lanciasiluri al plasma, 2 tubi lanciasiluri a singolarità
- Unità conosciute:
  - IRW Belak
  - IRW Decius (illusory)[cioè?]
  - IRW Devoras
  - IRW D'ridthau
  - IRW Haakona
  - IRW Khazara
  - IRW Makar
  - IRW T'Met
  - IRW Terix

#### Classe D'sera
Questa classe rappresenta l'ultimo tipo di Falco da Guerra leggero entrato in produzione.
Nell'arco di un ventennio, questa classe è andata incontro a una massiva produzione, comportando un disarmo quasi completo di unità più datate dello stesso tipo; da diversi anni non viene ripresa la produzione, a fronte di un eseguo numero di perdite subite da questa classe. Nonostante risulti un po' datata, la D'sera rimane una classe molto valida: compensa il divario tecnologico con bassi costi di produzione, manutenzione e riparazione non dispendiosa in termini di risorse e tempi.
- Canone: no
- Era: The Next Generation
- Classe: D'sera
- Tipo: Falco da guerra leggero
- Data ordinamento: 2356
- Data refit: 2366 - 2376
- Dislocamento:
- Lunghezza: 523 metri
- Larghezza: 632 metri
- Altezza: 85 metri
- Propulsione: 1 nucleo di curvatura, 1 motore a impulso
- Velocità di crociera: warp 7
- Velocità massima: warp 8
- Velocità di emergenza: warp 9,6 per 8 ore
- Equipaggio: 800 membri
- Capacità: 100 passeggeri, 7000 persone in caso di evacuazione d'emergenza
- Sistemi difensivi: sistema di scudi deflettori, sistema di occultamento
- Armamento: 5 banchi di disgregatori, 2 tubi lanciasiluri al plasma, 2 tubi lanciasiluri a singolarità

#### Classe D'valek
È costituita da unità da battaglia veloci derivate da una linea progettuale ben riuscita e in continuo miglioramento; oltre a possedere un'eccellente velocità di crociera, questa classe combina un'elevata potenza di fuoco a una discreta resistenza, oltre a possedere un'invidiabile tangenza d'evacuazione: 19 000 individui per vascello, cosa che rende le unità di questa classe ideale per situazioni di emergenza in cui occorre evacuare un grosso numero di persone in un breve lasso di tempo.
Tuttavia lo spazio ricavato viene sacrificato a spese delle strutture di supporto e di comando della nave. Questa classe si è particolarmente distinta nella guerra contro il Dominio, in particolare poiché è riuscita a fornire un ottimo supporto in battaglia, limitando moltissimo le perdite: è stata considerata, in assoluto, la classe migliore in uso durante il conflitto.
- Canone: sì
- Era: The Next Generation
- Classe: D'valek
- Tipo: Falco da guerra veloce
- Data ordinamento: 2368
- Lunghezza: 822 metri
- Larghezza: 753 metri
- Altezza: 303 metri
- Propulsione: 1 nucleo di curvatura, 1 motore a impulso
- Velocità di crociera: warp 6
- Velocità massima: warp 9,2
- Velocità di emergenza: warp 9,6 per 6 ore
- Equipaggio: 1450 membri
- Capacità: 5500 passeggeri, 19000 persone in caso di evacuazione d'emergenza
- Sistemi difensivi: sistema di scudi deflettori, sistema di occultamento
- Armamento: 6 banchi di disgregatori, 1 lanciasiluri al plasma, 2 lanciasiluri a singolarità

#### Classe Norexan
Questa classe è frutto della guerra contro il Dominio, combattuta prevalentemente con l'ausilio della classe D'deridex che, nonostante l'elevata potenza di fuoco, si è dimostrata inefficace, in particolare nelle situazioni di scontri tra flotte.
In seguito a tali osservazioni, l'Impero ha sviluppato una serie di progetti paralleli per generare una nuova serie di falchi da guerra, con la sottoclassificazione in falchi da guerra da attacco.
Questo tipo di unità, pur mantenendo l'assetto tipico di un falco da guerra, risulta esser di gran lunga più maneggevole, mantenendo una potenza di fuoco accettabile, ma presentato dei sistemi in grado di adattarsi in maniera più rapida e ottimale in caso di situazioni complesse e dinamiche.
- Canone: sì, come classe Valdore
- Era: The Next Generation
- Classe: Norexan
- Tipo: Falco da guerra d'attacco
- Data ordinamento: 2378
- Dislocamento:
- Lunghezza: 603 metri
- Larghezza: 911 metri
- Altezza: 94 metri
- Propulsione: 1 nucleo di curvatura, 1 motore a impulso
- Velocità di crociera: warp 6 in occultamento
- Velocità massima: 9,2 warp
- Velocità di emergenza: warp 9,7 per 24 ore
- Equipaggio: 1000 membri
- Capacità: 200 passeggeri, 5000 persone in caso di evacuazione d'emergenza
- Sistemi difensivi: sistema di scudi primario e secondario, dispositivo di occultamento
- Armamento: 6 banchi di disgregatori, 2 tubi lanciasiluri al plasma, 2 tubi lanciasiluri a singolarità
- Unità:
  - IRW Valdore: due vascelli di questa classe (la Valdore è agli ordini del comandante Donatra) assistono l'Enterprise E nello scontro navale contro la Scimitar; questa classe è anche nota come classe Valdore.[N 8]

#### Falco da guerra (2399)
Una classe di navi utilizzato dallo Stato Libero Romulano verso la fine del XXIV secolo.
Nel 2399 duecentodiciotto di queste navi facevano parte di una flotta guidata dalla Zhat Vash diretta a Coppelius in missione per annientare le forme di vita sintetiche che vivevano lì.

### Incrociatori

#### Classe Ael Ra'Kholh
Incrociatore d'attacco.

#### Classe Meret
Incrociatore da incursione.

#### Classe Nelvek
Incrociatore pesante.

#### Classe Prelar
Incrociatore veloce.

#### Classe Vercaal
Incrociatore leggero.

### Falchi Stellari

#### Classe Shalimar
Falco stellare leggero.

#### Classe V'tana
Falco stellare a lungo raggio.

#### Classe Vidian
Falco stellare pesante.

### Fregate

#### Classe D'tavan
Fregata d'attacco.

#### Classe D'theros
Fregata leggera.

#### Classe D'virin
Fregata da incursione.

#### Classe Serex
Fregata pesante.

#### Classe Thalan
Fregata veloce.

### Cannoniere

#### Classe D'gerok
Cannoniera d'assalto.

#### Classe V'gurin
Cannoniera subluce.

#### Classe Vadak
Cannoniera pesante.

#### Narada
Un ex nave mineraria modificata per poter distruggere pianeti.

### Sparviero romulano (Bird of Prey)
Le navi di questo tipo vengono chiamate così a causa delle decorazioni di un uccello predatore dipinte sul lato ventrale.

#### Classe T'Liss
Si tratta di un piccolo quanto letale vascello in servizio dalla metà del XXIII e nel XXIV secolo, discendente da un modello simile del XXII secolo. Dotato di dispositivo di occultamento, disgregatori e di un'arma a siluri al plasma dal devastante effetto. Contrariamente all'omonima nave klingon, che ricorda effettivamente un uccello, il bird of prey romulano ha semplicemente uno scafo principale centrale con le gondole, posizionate lateralmente, leggermente rialzate.

### Scout

#### Classe Deresus
Scout pesante.

#### Classe Tirethi
Scout a lungo raggio.

### Corrieri

#### Classe Theron
Corriere a lungo raggio.

#### Classe Theta
Corriere veloce.

### Navi Specializzate

#### Classe Chath
Caccia.

#### Classe Neh'vor
Vascello scientifico.

#### Classe Phaeros
Vascello medico.

#### Classe Scorpion
Caccia.

#### Classe Vasteme
Trasporto cannoniere.

### Navi di supporto e ausiliarie

#### Classe Aeros
Trasporto Senatoriale.

#### Classe D'seren
Trasporto.

#### Classe Gareth
Rimorchiatore.

#### Classe Har'dro
Trasporto militare.

#### Classe Ikal'daka
Lancia.

#### Classe Izznarg
Nave cisterna.

#### Classe Kinaen
Navetta a curvatura.

#### Classe Niar
Navetta a impulso.

#### Classe Sethen
Trasporto cargo.

#### Classe Vel'tar
Trasporto armato.

#### Classe Veranal
Trasporto da occupazione.

## Astronavi vulcaniane

### Classe Suurok
La classe Suurok era un vascello scientifico utilizzato come incrociatore da combattimento nella metà del XXII secolo. La classe, con le opportune modifiche, è utilizzata anche a fine XXIV secolo.

### Classe T'plana-hath
Il vascello T'plana-hath compare nel film Primo contatto.
È una nave da esplorazione e ricerca scientifica vulcaniana del XXI secolo. Pur non appartenendo a una classe specifica di vascelli spaziali di Vulcano, la T'Plana-Hath, capitanata da Solkar, il nonno di Spock, è citata in quanto ha effettuato il primo contatto con la Terra il 5 aprile del 2063 quando, dopo aver individuata la scia di curvatura del primo riuscito volo a velocità superluminale dell'astronave terrestre Phoenix del dottor Zefram Cochrane, atterra sulla Terra per conoscere gli autori del volo. Con questo "primo contatto" la Terra entrò, a pieno titolo, tra le specie in grado di esplorare la Galassia e successivamente partecipò alla nascita della Federazione dei Pianeti Uniti.
L'astronave è chiamata così dal nome di una grande pensatrice vulcaniana del passato, T'Plana-Hath, fondatrice della scuola filosofica di ShirKhar quando cominciava ad affermarsi Surak.

## Altre navi stellari

### Classe 4
A questa classe appartiene la SS Beagle, del Servizio Mercantile Federale, il cui equipaggio è costretto, in seguito al danneggiamento della nave da parte di un meteorite, a recarsi su di un pianeta per avere dei materiali di riparazione: qui l'equipaggio, costituito da 47 componenti, è costretto a partecipare a delle lotte gladiatorie per poter acquisire i materiali e l'attrezzatura per le riparazioni.

### SSBotany Bay
La SS Botany Bay è un'astronave della fine del XX secolo, appartenente alla classe DY-100, che fu progettata per mantenere l'equipaggio in animazione sospesa dopo aver lasciato la Terra nel 1996. Il nome deriva dalla località in cui James Cook fece il primo sbarco sul suolo australiano nel 1770 e, successivamente, di una famosa colonia penale.
La Botany Bay venne usata per fuggire dalla Terra da un gruppo di esseri umani migliorati geneticamente ("potenziati"), capeggiati dallo spietato Khan Noonien Singh. La nave fu lanciata nello spazio nel 1996, al termine delle guerre eugenetiche. Di tale lancio non rimase alcuna documentazione in futuro, è quindi probabile che sia avvenuto in segreto. In totale, 84 seguaci di Khan riuscirono a scappare assieme a lui, ma 12 di loro morirono durante il viaggio nello spazio profondo, in animazione sospesa. Ne restarono 72, composti da 30 donne e 42 uomini.
Durante il XXII secolo la Botany Bay era ritenuta essere solamente una leggenda, persino dal professor Arik Soong.
Nel 2267, la Botany Bay è scoperta alla deriva nello spazio dalla nave stellare USS Enterprise. Dopo essere stati rianimati, Khan e i suoi seguaci, con l'aiuto del tenente Marla McGivers, tentano di assumere il controllo della nave, ma vengono rapidamente fermati dal capitano James T. Kirk e dai i suoi ufficiali. Kirk offre a Khan, ai suoi seguaci e a McGivers la possibilità di insediarsi sul disabitato mondo di Ceti Alpha V, offerta che Khan accetta, affermando: "Meglio regnare all'Inferno, che servire in Paradiso".
Alcuni vecchi container presenti a bordo della Botany Bay sono trasportati sulla superficie di Ceti Alpha V per essere usati come primo rifugio per Khan e gli altri.
La SS Botany Bay compare per la prima volta nell'episodio Spazio profondo della serie classica, ritorna una seconda volta sugli schermi nel secondo film Star Trek II - L'ira di Khan e compare inoltre in un episodio del prequel Star Trek: Enterprise, I potenziati.

### SSLa Sirena
È la nave stellare capitanata inizialmente da Cristobal Rios, per poi diventare l'astronave di Sette di Nove e infine di Raffi Musiker.

### Phoenix
Presente nel film Primo contatto, è la prima nave spaziale costruita dai terrestri capace di velocità curvatura.
Concepita e realizzata da Zefram Cochrane e dal suo staff (tra cui Lily Sloane), viene costruita all'incirca dieci anni dopo la fine della terza guerra mondiale in un complesso missilistico del Montana, nel Nordamerica. Cochrane sfrutta un missile Titan (residuato della guerra nucleare) sostituendo la testata bellica con un abitacolo in grado di contenere tre persone, utilizzando il nucleo atomico quale fonte d'energia per il primo motore CDP (Continuum Distortion Propulsion, propulsione a distorsione del continuum): si tratta del primo motore terrestre del tipo che le civiltà extraterrestri avanzate chiamano motore a curvatura.
Lanciata il 5 aprile 2063, la sua traccia di curvatura viene individuata dalla T'plana-hath, in ricognizione nel sistema solare terrestre, stabilendo così lo storico primo contatto con una civiltà aliena.
Anni dopo, la Phoenix risulta esposta allo Smithsonian Institution. Nel XXIV secolo un'astronave della classe Nebula ha ricevuto lo stesso nome in onore di questa prima astronave.
Immagini della Phoenix sono state inserite anche nella sigla del telefilm Star Trek: Enterprise.
Dati tecnici
- Tipo: Missile Titan V adattato
- Dimensioni: 32,91 metri di lunghezza totale, 3,35 metri di diametro massimo
- Lunghezza della navetta: 14,63 metri
- Lunghezza del propulsore: 18,28 metri
- Equipaggio: 3

### Scimitar
Si tratta di un falco da guerra remano, modello unico, sviluppato segretamente su Remus per ordine del pretore Shinzon e dal suo tribuno Vkruk.
Fa la sua comparsa nell'ultimo film legato a The Next Generation, Star Trek: La nemesi.
- Classe: Scimitar
- Tipo: Falco da guerra remano
- Cantiere: Remus, installazione segreta sconosciuta
- Data radiazione: distrutto
- Lunghezza: 890 metri
- Larghezza: 1350 metri
- Velocità massima: 9,7 warp (massima osservata)
- Sistemi difensivi: sistemi di scudi deflettori primari e secondari, sistema di occultamento avanzato (è in grado di fare fuoco rimanendo occultato e/o di disoccultare/occultare parte dello scafo)
- Armamento: 52 banchi di disgregatori, 27 tubi lanciasiluri fotonici, emettitori radiazioni talaroniche
- Mezzi imbarcati: caccia d'attacco classe Scorpion